# Industrie minière en Bolivie
 (novembre 2021).
Le contenu est difficilement compréhensible vu les erreurs de traduction, qui sont peut-être dues à l'utilisation d'un logiciel de traduction automatique.
L'exploitation minière en Bolivie a été une caractéristique dominante de l'économie bolivienne ainsi que la politique bolivienne depuis 1557. À l'époque coloniale, l'exploitation des mines d'argent en Bolivie, en particulier dans Potosí, a joué un rôle essentiel dans l'Empire espagnol et pour l'économie mondiale. L'exploitation de l'étain a supplanté celle de l'argent au vingtième siècle et la concentration de l'exploitation minière aux mains de quelques riches « barons de l'étain » a joué un rôle important dans la vie politique nationale jusqu'à ce qu'ils aient été marginalisés par la nationalisation qui a suivi la révolution de 1952. Les mineurs boliviens ont joué un rôle crucial pour le pays dans le mouvement syndical et ouvrier à partir des années 1940 et jusqu'aux années 1980.
En 1985 cependant, la production de tous les principaux minéraux du pays n'avait pas réussi à dépasser les niveaux de 1975. Par ailleurs, le marché international de l'étain s'est effondré en 1985. Le secteur minier ne représentait plus que 4 % du PIB en 1987, 36 % des exportations, 2,5 % des revenus du gouvernement, et de 2 % de la population active, comparativement à 8 % du PIB, 65 % des exportations, 27 % des revenus du gouvernement, et environ 6 % de la main-d'œuvre en 1977. Stimulé par une augmentation massive de la production d'or, cependant, le secteur minier a connu une reprise en 1988, de retour au sein de la liste des principaux pourvoyeurs de devises du pays.
La crise de 1985 a déclenché les mesures économiques d'urgence prises par le gouvernement, y compris les licenciements massifs de mineurs. Le XXIe siècle a vu une reprise et même l'expansion du secteur minier, et le gouvernement d'Evo Morales en a profité pour nationaliser plusieurs installations. Cependant, à partir de 2010, l'exploitation minière en Bolivie est principalement dans les mains du secteur privé, alors que la grande majorité des mineurs travaillent dans des coopératives. Les grands sites miniers appartenant à des étrangers, comme la Sumitomo San Cristóbal produisent également des quantités relativement importantes de minéraux.
En 2010, 79 043 mineurs travaillaient dans le secteur de la production de produits minéraux. En 2011, la Bolivie est le sixième plus important pays producteur d'étain.

## Structure de l'industrie minière
L'industrie minière est organisé en trois secteurs principaux : 
- le gouvernement et le secteur public, principalement Comibol ;
- les petites coopératives minières ;
- les moyennes et grandes entreprises privées.

En 2013, le secteur privé a produit la plus grande part de l'économie des minéraux, en volume comme en valeur. Toutefois, les mineurs des coopératives représentent la grande majorité des travailleurs de l'industrie minière.
| 2005                                                                              | 2005                               | 2005                       | 2013             | 2013                               | 2013                       |                  |
| Secteur                                                                           | Quantité (fin de tonnes métriques) | Valeur (en millions de$US) | Les travailleurs | Quantité (fin de tonnes métriques) | Valeur (en millions de$US) | Les travailleurs |
| --------------------------------------------------------------------------------- | ---------------------------------- | -------------------------- | ---------------- | ---------------------------------- | -------------------------- | ---------------- |
| État                                                                              | 0                                  | 0                          | 117              | 27,000                             | 292                        | 7,902            |
| Privé                                                                             | De 182 000                         | 347                        | 5,450            | 581.000                            | 2,112                      | 8,110            |
| Coopérative                                                                       | De 108 000                         | 283                        | 50,150           | De 124 000                         | 982                        | 119,340          |
| Total                                                                             | De 290 000                         | 630                        | De 732 000       | 3,386                              |                            |                  |
| Source : le Président Evo Morales, le ayma, Informe de Gestión 2013, p. 122, 138. |                                    |                            |                  |                                    |                            |                  |

### Comibol et de l'état du secteur
La Comibol (Corporación Minera de la Bolivie), créée en 1952 par la nationalisation du pays des mines d'étain, a été un énorme multi-minéraux société contrôlée par le travail organisé et le deuxième plus grand de l'étain de l'entreprise dans le monde, jusqu'à ce qu'il a été décentralisée en cinq semi-autonome entreprises minières en 1986. En plus de l'exploitation vingt-et-une sociétés minières, plusieurs pièces de rechange les usines, les différentes usines de production d'électricité, de fermes, d'un chemin de fer, et d'autres organismes, Comibol également fourni de la scolarisation de plus de 60 000 enfants, le logement pour l'exploitation minière, les familles, les cliniques de santé, et populaire subventionnés économats appelé pulperías. En 1986, Comibol emploie plus de non-mineurs de mineurs.
Les observateurs sévèrement critiqué Comibol de la politique minière. Comibol a fallu quinze ans pour porter la production d'étain à sa pré-révolutionnaire niveaux. En outre, Comibol n'ont pas investi suffisamment dans la technologie minière et les mines existantes, et il s'est avéré impossible d'ouvrir de nouvelles mines. En effet, sauf pour le milieu des années 1960 Comibol ne pas s'engager dans l'exploration. En termes d'administration, travailleur de contrôle éclipsé la même technique et détaillée des décisions administratives.
La décentralisation de la Comibol sous le Plan de Réhabilitation de la réduction de la compagnie paie à partir de 27 000 employés à moins de 7 000 en moins d'un an. Tous Comibol les mines, précédemment responsable de la majeure partie de la production minière, ont été fermées à partir de septembre 1986 à mai 1987 pour examiner la faisabilité économique de chaque mine; certains ne sont jamais rouvert. Comibol de l'exploitation minière et les entreprises de services ont été restructurés en cinq autonome d'exploration des filiales (en Oruro, La Paz, Potosí, Quechisla et Oriente), et les deux sont autonomes fusion des compagnies (la Vinto la Fonte de la Société et la encore non ouvert Karachipampa de l'aluminerie de Potosí), ou ils ont été transférés à d'autres ministères tels que le Ministère des Services Sociaux et de la Santé Publique ou le Ministère de l'Éducation et de la Culture. La bureaucratie également l'objet d'importants changements d'ordre administratif.
Le gouvernement d'Evo Morales re-nationalise la coopérative des mines à Huanuni (en 2007) et la fonte des installations dans Vinto (en février 2007) et Karachipampa (en janvier 2011).

### Sociétés minières privées
Pour la première fois depuis 1952, Comibol produit moins de minéraux que le reste du secteur minier en 1987. Le moyen mineurs se composait de la Bolivie et les sociétés minières étrangères dans le secteur privé qui ont été impliqués dans la production de presque tous les minéraux, en particulier de l'argent, de zinc, d'antimoine, de plomb, de cadmium, de tungstène, de l'or et de l'étain. Néanmoins, l'effondrement de l'étain et la baisse dans les autres prix des matières premières dans le milieu des années 1980 a également durement touché le privé secteur minier. Dix-neuf sociétés minières avec 4 020 salariés constitué de la Moyenne des Mineurs de l'Association (Asociación de Minería Mediana) en 1987, contre vingt-huit entreprises et 8 000 travailleurs en 1985. Seulement 615 mines, en 1987, faisait partie de la Chambre Nationale de l'industrie Minière (Cámara Nacional de Minería), l'équivalent d'un petit mineurs de l'association, par rapport à 6,300 mines et de 23 000 travailleurs avant le crash. Traditionnellement, les petits mineurs avaient en marché de leur production minière par le biais de l' Exploration de données de la Banque de la Bolivie (Bancco Minera de Bolivia—Banin), qui a également été restructuré après 1985 dans une joint-venture des intérêts privés et publics. En 1987, les petits mineurs n'avaient plus à vendre leurs exportations par Bamin, un changement de politique qui a favorisé que le groupe de production et de ventes à l'étranger.

### Coopératives minières
Coopératives minières et d'autres mineurs le reste de producteurs dans le secteur minier, bien que leur production a été regroupé avec celui d'un petit secteur minier. La Fédération Nationale des Coopératives Minières de la Bolivie (Federación Nacional de Cooperativas Mineras de la Bolivie) a servi comme un organisme de coordination pour le pays 434 coopératives minières, 82 pour cent de qui extrait de l'or. Seuls quelques-uns de ces groupes, cependant, ont été officiellement enregistrés auprès de l' Institut National des Coopératives (Instituto Nacional para Cooperativas). La plupart des coopératives de petits et se composait de différents mineurs organisée par la mine ou minérales spécifiques et en utilisant très peu de technologie.

## Production d'étain

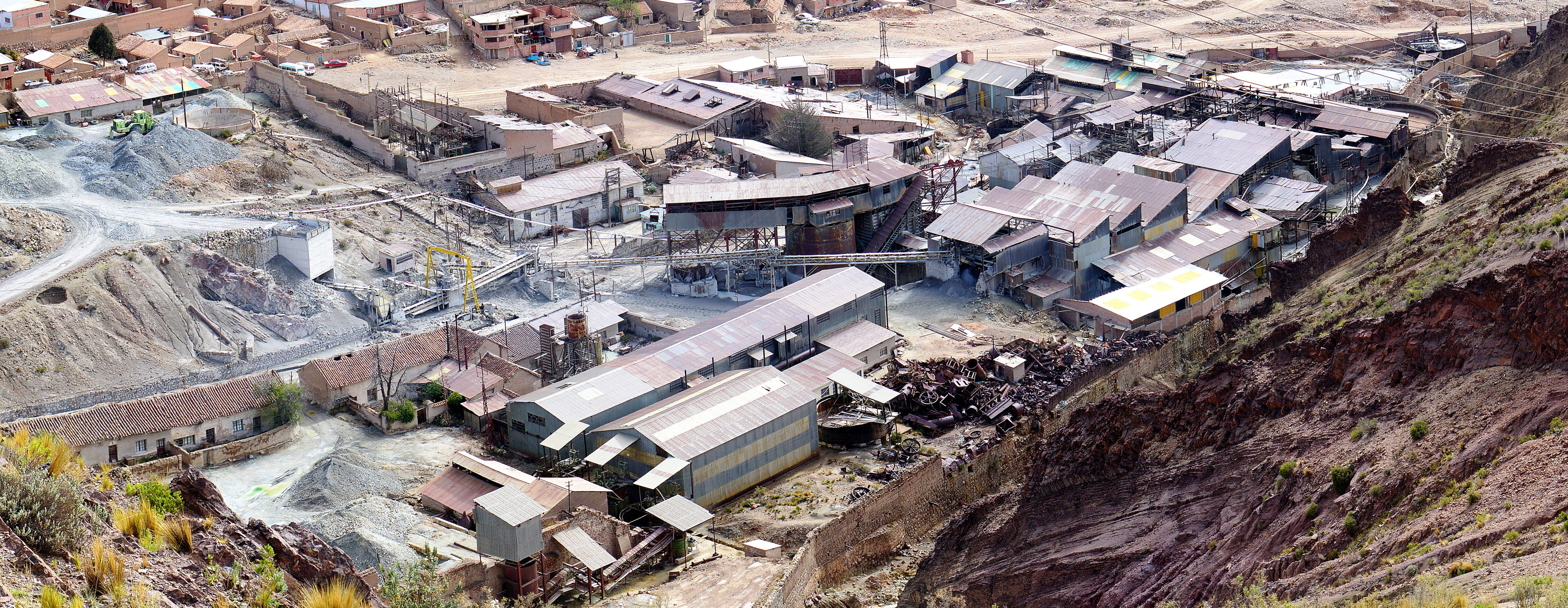
Dans les Mines du Potosi

La Bolivie mines ont produit de la cassitérite, le chef de la source d'étain, depuis 1861. Bien que longtemps parmi les leaders mondiaux de l'étain les producteurs et les exportateurs, l'industrie fait face à de nombreux et complexes problèmes structurels au début des années 1980: le coût le plus élevé des mines et fonderies dans le monde; l'inaccessibilité des minerais en raison de la haute altitude et la médiocrité des infrastructures; étroit, veines profondes trouvé dans le hard rock; complexe minerais d'étain, qui a dû être spécialement traités pour en extraire l'étain, l'antimoine, le plomb, et d'autres minerais; appauvrissement de haute qualité des minerais; presque continuel de troubles du travail; les conditions déplorables pour les mineurs; vaste minérale de vol ou de juqueo; mauvaises conditions macroéconomiques; le manque de devises pour les importations nécessaires; peu les politiques minières; peu d'incitations à l'exportation; et la diminution de la demande internationale pour l'étain. Entre 1978 et 1985, la Bolivie est tombé de la deuxième à la cinquième position parmi les producteurs d'étain.
À la fin des années 1980, cependant, l'étain représentent toujours un tiers de tous les Boliviens des exportations de minéraux en raison de la forte performance de petites et moyennes secteurs de l'exploitation minière. La plus grande exploitation d'étain d'une société dans le secteur privé était Estalsa Boliviana, qui dragué alluviale gisements d'étain dans le Antequera River, dans le nord du Département de Potosí. La Compagnie Minière d'Oruro exploité le pays le plus riche mine d'étain à Huanuni. Le pays de l'étain de réserves en 1988, ont été estimés à 453,700 de tonnes, dont 250 000 tonnes ont été trouvés dans les moyennes mines, 143 700 tonnes en Comibol mines, et 60 000 tonnes dans les petites mines. À la fin des années 1980, l'étain était exporté, principalement dans les concentrés de raffinage à l'étranger. Quatre-vingts pour cent de toutes les exportations sont allées à la Communauté Économique Européenne et les États-Unis, le reste étant destiné à divers pays d'Amérique latine et de la Tchécoslovaquie.
La Bolivie a été un membre fondateur du Conseil International de l'Étain (CCI), un corps de vingt-deux des consommateurs et des producteurs des pays qui, depuis 1930, avait tenté de réglementer l'étain marchés par le biais de stocks tampons. La Bolivie, cependant, n'a pas signé l'ITC International de l'Étain, des Accords dans les années 1970 et 1980. En 1983, la Bolivie a rejoint l'Association nouvellement formée de l'Étain Pays producteurs, qui ont tenté—en vain—pour contrôler le prix de l'étain par l'intermédiaire d'un cartel approche des produits de base de la réglementation. Après une période de baisse, le prix de l'étain a rebondi à la fin des années 1980. Les politiques du gouvernement depuis le début des années 1970 a cherché à augmenter le pourcentage de métal ou raffiné de l'étain exportations qui a offert des rendements plus élevés. En conséquence, la fusion a augmenté au cours des années 1970, mais dans les années 1980, les coûts excessifs de la nation est fortement sous-utilisées fonderies contribué à la décision de restructurer Comibol.
Au cours de la présidence d'Evo Morales, la Bolivie a augmenté gouvernement de contrôler et d'investissement dans le secteur de l'étain. Au Huanuni mines, de violents affrontements entre mineurs des coopératives a conduit à la nationalisation de l'établissement en 2007. Le gouvernement a nationalisé le Vinto fonderie citant les problèmes de corruption commis par un propriétaire privé Glencore en février 2007. encore non ouvert Karachipampa a été nationalisée en 2011 à la suite de la régionale de protestation dans Potosí la demande de son fonctionnement et de l'échec des investisseurs étrangers pour accomplir cette tâche. En juillet 2011, la société Chinoise Vicstar de l'Union de l'Ingénierie (une joint-venture de Shenzhen Vicstar d'Importation et d'Exportation Co. et Yantai Conception et de la Recherche Engineering Co. Ltd de Shandong Or Groupe) a remporté un contrat pour la construction d'une nouvelle fonderie pour Comibol à Huanuni.

## Autres minéraux

### Argent et minéraux connexes
D'argent, de zinc, de plomb, de bismuth, et d'autres minéraux ont tous été trouvés avec la Bolivie, de grandes réserves d'étain et, comme l'étain, étaient considérés comme des minéraux stratégiques. En raison du bon mélange de minerais, mines d'étain souvent englobé l'extraction d'autres minéraux. Avec l'effondrement de l'étain, le gouvernement a de plus en plus intéressés par l'exploitation de ses importantes réserves de minéraux, en particulier l'argent et le zinc. Trois siècles après avoir été le plus grand producteur mondial d'argent, la Bolivie produit 225 tonnes d'argent en 1988, contre environ 140 tonnes en 1987. Le Zinc se réserve étaient grands, de 530 000 tonnes, et l'expansion de la production de zinc apprécié croissance de l'appui du gouvernement. La production de Zinc a également augmenté à la fin des années 1980, passant de près de 39 000 tonnes en 1987 à plus de 53 000 tonnes en 1988, en comparaison avec 47 000 tonnes en 1975. Presque tous zinc a été exporté. En 1987, le gouvernement a déclaré que la construction d'une nouvelle raffinerie de zinc dans Potosí une priorité nationale. Bien que les autorités considérées comme conduire un mineur de métal, la production a augmenté de 9 000 tonnes en 1987 à 11 000 tonnes en 1988. Bismuth réserves ont été estimées à 4 100 tonnes, et la production en 1987, atteint les deux tiers d'une tonne entièrement par les petits mineurs. La Bolivie, le site de l' International de Bismuth de l'Institut, a été le seul producteur de bismuth dans le monde.
Entre la Bolivie plus grandes installations d'exploitation minière est le San Cristóbal complexe minier de, une mine à ciel ouvert d'argent, de plomb et de zinc de la mine près de la ville de San Cristóbal, Potosí. La mine, exploitée par Sumitomo Corporation, produit environ 1 300 tonnes d'argent et zinc minerai et 300 tonnes de plomb-argent de minerai par jour, en août 2010, par le traitement de 40 000 à 50 000 tonnes de roche.

### Antimoine
La Bolivie a extrait environ un cinquième de l'humanité de l'antimoine à la fin des années 1980, ce qui en a fait le premier producteur parmi les économies de marché. Les entreprises privées étaient responsables de tous les sites de production d'antimoine. La plus grande était l'Empresa Minera Unificada, qui contrôlait les deux plus grandes mines d'antimoine :
- La mine de Caracota, dans le Département de Potosí, est un des plus importants centres d'extraction d'antimoine du pays, avec Churquini et Rosa de Oro.
- Les mines de Chilcobija, exploitées dès 1900 pour des minerais traités par flottation, près de la frontière argentine, furent riches en argent, plomb, cuivre, étain, zinc et antimoine. La ville de Tupiza, tout proche des mines, se trouve sur le territoire ancestral des Chichas. Ce fut l'un des principaux producteurs d'antimoine dans les années 1970, mais la plupart du temps, le site n'est plus exploité.

Les petites et moyennes sociétés minières ont généré une moyenne de 9 500 tonnes d'antimoine par an du milieu à la fin des années 1980, qui a été essentiellement exporté. L'antimoine, un minerai stratégique utilisé dans l'ignifugation et les composés semi-conducteurs, a été exporté sous forme de concentrés, trioxydes et d'alliages, dans toutes les régions du monde, avec la plupart des ventes effectuées vers la Grande-Bretagne et le Brésil. Les réserves d'antimoine, en 1988, s'élevaient à 350 000 tonnes.

### Tungstène
La Bolivie a également été le premier producteur de tungstène parmi les économies de marché. Mais le déclin dramatique de tungstène prix dans les années 1980, gravement blessé la production, malgré le fait que les réserves s'élevait à 60 000 tonnes. Les petits et moyens producteurs représentaient plus de 80 % de du pays de tungstène de la production à la fin des années 1980. La Société Minière Internationale du Chojilla la mienne était la source de la plupart de tungstène de sortie. Tungstène production a baissé de 2 300 tonnes en 1984 à peine plus de 800 tonnes en 1987 en raison de la chute des prix internationaux. Le tungstène a été vendu à l'Europe de l'Ouest, de l'Est de l'Europe, et les pays d'Amérique latine, ainsi qu'aux États-Unis.

### Or
La prospection d'or dans les rivières du pays et des mines a été soutenue à la fin des années 1980. En raison de la Bolivie est un vaste territoire et de la haute valeur de l'or, de la contrebande de l'or ont représenté environ 80 % des exportations. Or officielles, les exportations étaient environ cinq tonnes en 1988, soit une forte hausse de moins d'une tonne en 1985. Afin de capturer l'or est une réserve de la Banque Centrale de Bolivie, en 1988, le gouvernement a offert de 5 % de bonus sur les prix internationaux de l'or sur les ventes locales de la Banque Centrale. L'or a été extrait presque exclusivement par plus de 300 coopératives à travers le pays, avec environ 10 000 prospecteurs. Un grand pourcentage des coopératives ont travaillé dans Tipuani, Guanay, Mapiri, Huayti, et Teoponte dans un de 21 000 hectares de la région de mettre de côté pour l'orpaillage et situé à 120 kilomètres au nord de La Paz. Coopératives minières à la fin des années 1980, avait demandé un supplément de plus de 53 000 hectares du gouvernement pour la prospection d'or. D'autres panoramique pour leurs fortunes dans des villages reculés comme Araras le long de la frontière Brésilienne dans le territoire de Beni. Les petites exploitations ont été très traditionnelle et de gaspillage. Les analystes ont prédit que plus de la production commerciale, tels que le dragage de dépôts alluviaux, permettrait de maximiser la production d'or. Un peu de taille moyenne de l'exploitation minière, ainsi que les Forces Armées Nationales de Développement de la Société (Corporación de las Fuerzas Armadas para el Desarrollo Nacional—Cofadena) s'est impliquée dans la ruée vers l'or dans les années 1980. La politique du gouvernement favorisée en augmentant les réserves d'or comme un moyen de mobiliser davantage de financements externes pour les projets de développement.
Republic Gold Limited, une société minière Australienne ASX:RAU, sont actuellement de forage pour l'or à Amayapampa Projet Aurifère, à 380 km au Sud-Est de La Paz, sur l'Altiplano du Sud Ouest de la Bolivie.

### Lithium
Le gouvernement de la politique minière a également donné une haute priorité à l'exploitation du lithium et de potassium des gisements situés dans les saumures de l'Altiplano du sud du Salar de Uyuni (Uyuni saltpan), estimé être le plus grand de son genre dans le monde. Le United States Geological Survey, le Bolivien Geological Survey (Servicio Geológico de la Bolivie), et d'autres découvertes de grandes réserves de lithium en 1976. En 1985, la Bolivie du Congrès National avait fait de lithium de l'extraction d'une priorité nationale et a créé le Complexe Industriel de la ville d'Uyuni Saltpan (Complejo Industrielle de los Recursos Evaporíticos del Salar de Uyuni) d'explorer, d'exploiter, de marché et de lithium. Parce que l'extraction du lithium est un coûteux, techniquement complexes, le processus, le gouvernement a demandé des soumissions pour certains investissements étrangers dans les batteries au lithium dans la fin des années 1980. En outre, à environ 5,5 millions de tonnes de réserves de lithium, la Bolivie a également eu environ 110 millions de tonnes de potassium, de 3,2 tonnes de bore, et une quantité inconnue de magnésium associé avec le lithium.

### Fer
Après des années de planification, la Mutún de la mine de fer a été prévue pour ouvrir son premier de deux usines en 1989. Le Mutún de la mine, de la seule responsabilité de la Compagnie Minière de l'Oriente, était censée produire 592 000 personnes tonnes de fer dans ses cinq premières années d'exploitation. Mutún a également été prévu pour produire de manganèse. Les perspectives pour l'industrie de l'acier, qui a été contrôlé par Bolivien de Fer et de l'Acier (Unidad Promotora de La Siderurgia Boliviana, anciennement connu sous le Siderurgica Boliviana), cependant, étaient sombres. Après plus d'une décennie de planification nationale de l'aciérie, la Bolivie est toujours pas en mesure d'obtenir du financement pour un tel projet, en particulier compte tenu international de la surcapacité dans l'acier. La possibilité d'un national de l'usine d'acier semblait peu probable, à la fin des années 1980.

## De traitement et de fusion des industries
Le Vinto de la Fonte et de Metallurgica Société (Empresa Metalúrgica y Fundidora Vinto) est une boîte de fonte de la facilité à Oruro, ouvert en 1970. Il a été conçu pour le traitement de minerai d'étain à partir des mines, y compris ceux à Huanuni et Colquiri. Le 20 décembre 1999, il a été privatisé par le gouvernement de Hugo Banzer Suárez, qui l'a vendu à des Alliés Offres pour 14,7 millions US$. Le cabinet a été re-nationalisé le 9 février 2007.
Le Karachipampa de plomb et d'argent électrolyse de l'établissement en Potosí a été construit pour être la nation la plus grande fonderie. Achevé en 1984, Karachipampa emploi de la technologie Soviétique, mais a été construit par une République Fédérale d'Allemagne (Allemagne de l'Ouest) de l'entreprise. L'aluminerie de capacité brute est un énorme de 51 000 tonnes par an. Largement critiqué pour sa surcapacité, l'usine a subi continue des retards en raison de l'insuffisance de minerai d'intrants et le manque d'investissement. En 2010, les manifestations de la Potosí Comité Civique exigé son activation. À la suite de l'Atlas des Métaux Précieux des efforts infructueux, pour ouvrir et faire fonctionner l'usine, Comibol reprit le contrôle de l'usine en janvier 2011. en mai 2011, Comibol promet de commencer ses opérations en novembre; un quart de la production à San Cristóbal de la mine s'est engagé en tant qu'entrée de l'établissement.

## Conditions de travail
La production d'or représente 2,2 % de l'économie bolivienne. Le zinc représente 13 % et l'étain représente 5 % de l'économie du pays. Ces trois produits majeurs de l'industrie minière de la Bolivie sont répertoriés parmi ceux produits par le travail des enfants dans le rapport de 2014 du Département américain du Travail, qui comprenait une Liste de Biens produits par le Travail des Enfants ou le Travail Forcé. Le ministère a également indiqué que « les enfants continuent à être engagés [...] dans les pires formes de travail des enfants dans les mines » et que « les inspections du travail des enfants restent insuffisantes par rapport à l'ampleur du problème. »